# Kozak Mamaj

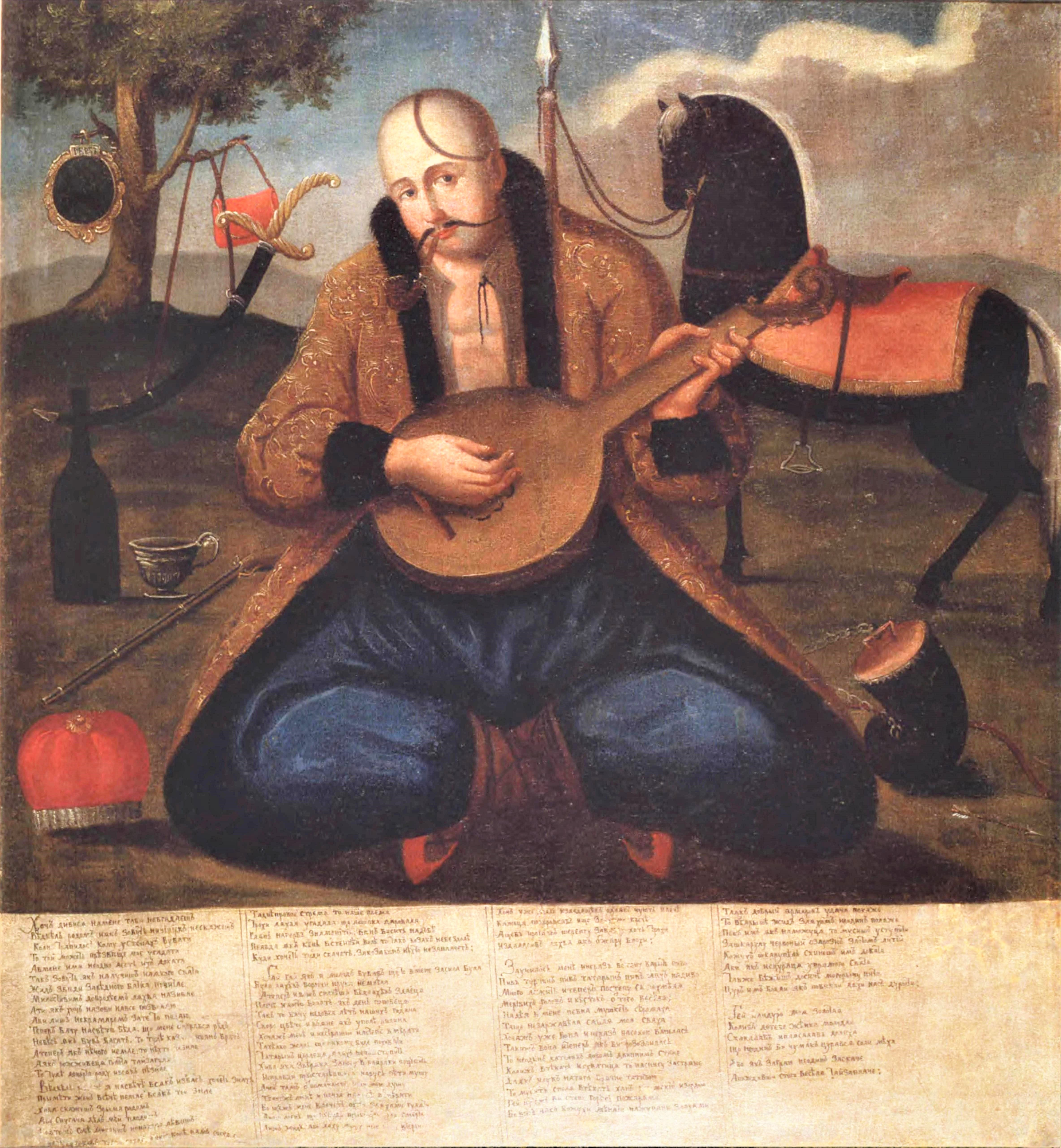
Kozak Mamaj na obrazie anonimowego malarza (XIX wiek)

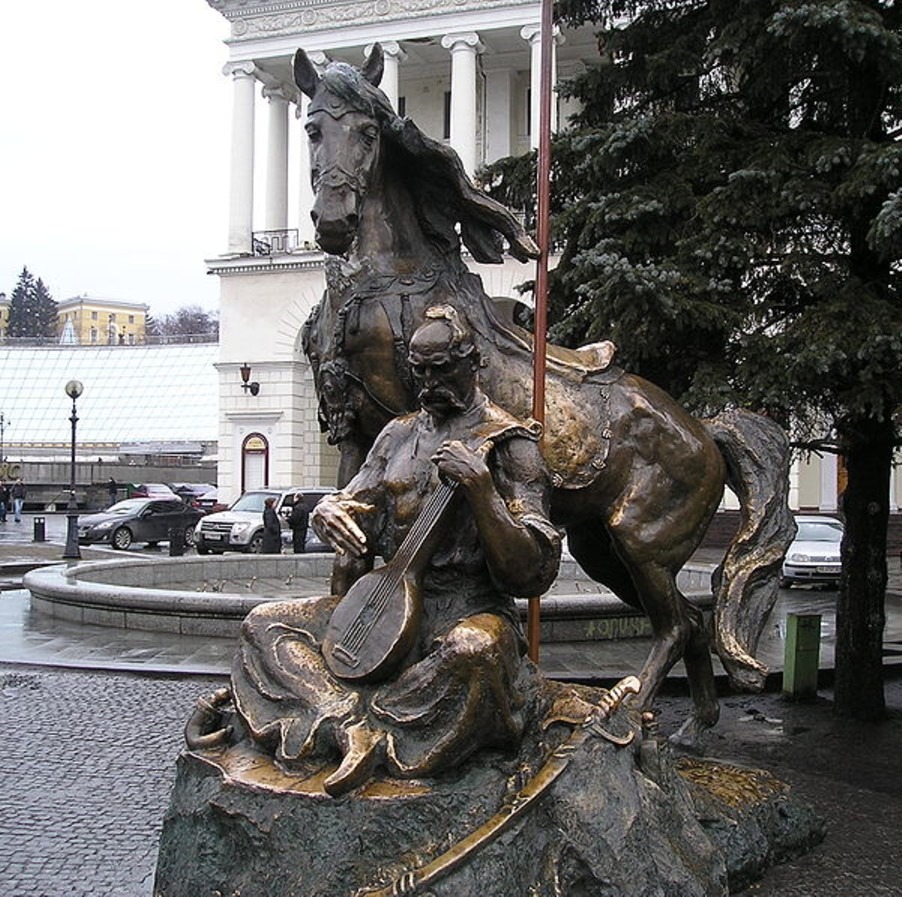
Pomnik Kozaka Mamaja na placu Niepodległości w Kijowie

Kozak Mamaj (ukr. Козак Мамай) – bohater ludowy Ukrainy.

## Opis
Kozak Mamaj to najpopularniejsza postać ukraińskiego malarstwa ludowego od XVII do XX wieku. Obrazy wykonywane były różnymi technikami (głównie olejem i temperą) na drewnie, płótnie, papierze, ścianach domów chłopskich, naczyniach i płytkach ceramicznych. Jest przedstawiany jako pogodny i sympatyczny Kozak z najczęściej fryzurą typu osełedec, który pali fajkę i gra na bandurze, siedząc w orientalny sposób. Jego koń stoi osiodłany obok, przywiązany do spisy, a jego szabla wisi na pobliskim drzewie. Często u dołu lub po bokach obrazu znajduje się wierszowana relacja z życia i wyczynów Kozaków; zwykle jest to zaczerpnięte z monologu postaci kozackiej ze sceny wertepu. Większość obrazów była wykonywana przez wędrownych malarzy ikon lub przez studentów (zwykle nieistniejącej już Kijowskiej Akademii Duchownej) i sprzedawana na targach. Następnie kopiowali je różni artyści chłopscy, którzy do swoich wersji dodawali szczegóły z lokalnego życia. 
Kozak Mamaj zaczął reprezentować uogólniony, popularny obraz ukraińskich Kozaków, zwłaszcza po likwidacji Siczy Zaporoskiej i rosyjskim podboju większości Ukrainy. Stał się także tematem literatury, dramatu i sztuk pięknych (na przykład w dziełach Mykoły Kulisza, Heorhija Narbuta czy Ilji Riepina). W wielu ukraińskich muzeach znajdują się obrazy z Kozakiem Mamajem, a w roku 2003 powstał film fabularny Mamaj w reżyserii Ołesia Sanina.